# Pergamenthaut
Der Begriff „Pergamenthaut“ ist zurückzuführen auf das Pergament. Es besteht aus getrockneter, geölter Tierhaut und hat eine knittrige, transparente Oberfläche. Dieses Aussehen ist charakteristisch für die Pergamenthaut, die vor allem ältere Menschen betrifft.

## Ursachen
In medizinischen Fachkreisen ist die Bezeichnung „Pergamenthaut“ nicht exakt definiert. Sie wird jedoch zur Beschreibung extrem dünner, spannungsloser und verletzungsgefährdeter Haut verwendet. Die Hauptursache liegt in der natürlichen Alterung begründet, bei der es zu verschiedenen Veränderungen im Bereich der Elastizität und der Feuchtigkeitsversorgung kommt. Je älter ein Mensch wird, desto geringer ausgeprägt ist die Fähigkeit seines Körpers zur Zellerneuerung. Dadurch sind die Wundheilung und der Aufbau von Hautbestandteilen wie Kollagen und Elastin deutlich verlangsamt. Die Haut erscheint dünner und das Unterhautfettgewebe nimmt ab. Die Fettproduktion der Talgdrüsen sinkt und die Haut wird schneller rau und trocken. Zusätzlich zu diesen regulären Alterungsprozessen können auch folgende Faktoren die Entstehung der Pergamenthaut begünstigen:
- Erkrankungen wie Diabetes mellitus (Zuckerkrankheit)
- Behandlungen mit Cortison
- Chemo- und Strahlentherapie
- UV-Strahlung der Sonne
- zu geringe Trinkmenge
- Symptom einiger seltener Erkrankungen wie Progerie bzw. Hutchinson-Gilford-Syndrom[1]

Je stärker ausgeprägt die Zelldefekte sind, desto deutlicher treten die Symptome der Pergamenthaut zutage.

## Symptome
Die Pergamenthaut ähnelt in ihrer Struktur tatsächlichem Pergament und wirkt transparent. Die starke Trockenheit und mangelnde Elastizität kann daran erkannt werden, dass beim Zusammendrücken der Haut eine Hautfalte bestehen bleibt, die sich erst nach wenigen Sekunden wieder zurückbildet. Bei gesunder, elastischer Haut geschieht dies sofort. Die Haut ist äußerst empfindlich und schon bei geringster Einwirkung können Verletzungen entstehen, die nur sehr langsam wieder abheilen. Dies sollte vor allem im Alltag und bei der Versorgung von pflegebedürftigen, älteren Menschen beachtet werden. Auch folgende Symptome sind typisch:
- Blutgefäße zeichnen sich deutlich unter der Haut ab
- rasches Auftreten von Blutergüssen, auch bei minimalen Stößen
- bläuliche bis graue Verfärbungen
- leichter Glanz

Hat die Haut erst einmal eine pergamentartige Struktur angenommen, ist dieser Zustand irreversibel. Er kann jedoch durch die richtige Pflege positiv beeinflusst werden.

## Pflege
Die Pflege der Pergamenthaut bezieht sich in erster Linie auf die Verbesserung des Hautgefühls und die Vermeidung von zu starker Hauttrockenheit. Nur so kann verhindert werden, dass die leichte Verletzbarkeit der Haut noch größer wird. Geeignet sind hierfür vor allem Wasser-in-Öl-Emulsionen. Diese bilden einen Fettfilm auf der Haut, der den Wasserverlust mindert und die oberste Hautschicht schützt. Bei der täglichen Körperhygiene ist es außerdem wichtig, die Haut keiner zu starken Reibung beim Waschen mit dem Waschlappen oder beim Abtrocknen auszusetzen.

## Vorbeugung
Wichtig bei der Vorbeugung von Pergamenthaut ist vor allem eine ausreichende Flüssigkeitszufuhr, um die Haut mit genügend Feuchtigkeit versorgen zu können. Etwa 1,5 Liter pro Tag sind von der Deutschen Gesellschaft für Ernährung (DGE) empfohlen. Doch auch der Schutz vor Stößen, Prellungen und Quetschungen spielt aufgrund der schlechten Wundheilung eine nicht unerhebliche Rolle. Gerade bei gangunsicheren Menschen sollte Stürzen und Verletzungen vorgebeugt werden, indem beispielsweise auf sicheres Schuhwerk geachtet und Ecken und Kanten abgepolstert werden. Bei der Wundbehandlung ist es wichtig, keine selbstklebenden Verbände zu verwenden, da bereits das Abziehen eines Pflasters möglicherweise zu Hautverletzungen führt. Alternativ können beispielsweise Wundauflagen mit Silikonhafträndern verwendet werden.